# Нимрод (город, Миннесота)
Нимрод (англ. Nimrod) — город в округе Уодина, штат Миннесота, США. На площади 2,5 км² (2,4 км² — суша, 0,1 км² — вода), согласно переписи 2002 года, проживают 75 человек. Плотность населения составляет 31,2 чел./км².
- Телефонный код города — 218
- Почтовый индекс — 56478
- FIPS-код города — 27-46294[1]
- GNIS-идентификатор — 0648556[2]